# Zyngoonops clandestinus
Zyngoonops clandestinus is een spinnensoort in de taxonomische indeling van de Dwergcelspinnen (Oonopidae).
Het dier behoort tot het geslacht Zyngoonops. De wetenschappelijke naam van de soort werd voor het eerst geldig gepubliceerd in 1977 door P. L. G. Benoit.